# El astillero (película de 2000)
 El astillero  es una película de Argentina filmada en colores dirigida por David Lipszyc sobre su propio guion escrito en colaboración con Ricardo Piglia según la novela homónima de Juan Carlos Onetti que se estrenó el 17 de agosto de 2000 y que tuvo como actores principales a Mía Maestro, Ingrid Pelicori,  Cristina Banegas y Norman Briski.

## Sinopsis
Después de 5 años un hombre regresa a su pueblo con el designio de vengarse de quienes lo echaron de allí, y de dirigir un astillero en recuperación.

## Reparto
- Ricardo Bartis
- Mía Maestro
- Ingrid Pelicori
- Cristina Banegas
- Norman Briski
- Ulises Dumont
- Luis Machín
- Alfredo Ramos
- Billy Beccaria

## Comentarios
Josefina Sartora   en cineismo escribió:

«Onetti –luego Lipszyc– elige el símbolo de la fábrica, en este caso el astillero, para hablar de algo más amplio: la realidad nacional, el país en ruinas, la desolación de un mundo en decadencia…La película, de fuerte impronta teatral, está sostenida por sus actores, un elenco de excepción… Los guionistas descartaron las sutilezas de Onetti, sus verdades dichas a medias, o apenas insinuadas, y armaron una trama desvahída, que se va complicando de manera poco clara para quien no ha leído la novela. El resultado es un film complejo, árido, de difícil acceso…Lipszyc ha declarado que uno de los temas de su película es la búsqueda inútil de la mujer ideal. Sin embargo, más obvia que esa disimulada búsqueda es el intento masculino de afirmarse en el poder. Las mujeres de su película son putas, locas o manejadoras.”

Pablo O. Scholz en Clarín dijo:

«La atmósfera de opresión y sometimiento que el autor uruguayo transmite en su obra llega a la pantalla con cambios, traslaciones que no afectan su contenido, pero el agobio que se apodera del espectador no es por cierto bienvenido…Hay una metáfora clarísima: ese astillero que vive desangrándose por el desguace en el pueblo costero, por culpa de nadie y en beneficio de muchos, corre en paralelo con la vida de los protagonistas…El clima a poco de andar, termina volviéndose anodino.»

Marcela Gamberini en El Amante del Cine  escribió:

«Uno de los problemas es justamente cómo está contada la historia y la profusión de escenas sin sentido...otro problema es la dilatación que provoca agobio y confusión al espectador. Casi todo se sugiere, se intuye, se sospecha: el problema es que lo que se muestra es poco.»

## Premios y candidaturas
Asociación de Cronistas Cinematográficos de la Argentina Premios Cóndor 2001
- Ganadora del Premio al Mejor Guion Adaptado juntamente con Plata quemada.
- Luis Machín, candidato al Premio a la Mejor Revelación Masculina
- Chango Spaciuk, candidato al Premio a la Mejor Música
- Pepe Uria, candidato al Premio a la Mejor Dirección Artística